# Gerald Grüneklee
Gerald Grüneklee (* 1965 in Göttingen) ist ein deutscher Verleger, Publizist und Buchhändler.

## Leben
1989 gründete Grüneklee ein katalogbasiertes Buchhandelsunternehmen, welches zu Beginn der 1990er Jahre der Anares Föderation anarchistischer Vertriebe beitrat. In den 1990er Jahren übernahm er den Vertrieb der Werke des Philosophen Walter G. Neumann und trat zumindest zwischen 2004 und 2012 als dessen Verleger auf. Im Jahr 2000 zog er nach Bremen, wo er seinen Buchversandhandel um den bis 2006 bestehenden Buchladen „Andere Seiten“ ergänzte. Mehrfach fand dort die Buchkunst-Wanderausstellung Die schönsten deutschen Bücher statt.
Zudem war Grüneklee Mitgründer eines Vereins, der sich mit Veranstaltungen der Förderung der Lesekultur verschrieben hatte und der unter anderem mit dem Bremer Archiv für soziale Bewegungen kooperierte. Zu Gast waren dort zum Beispiel Olaf Arndt, Dario Azzellini, Martin Büsser, Peter O. Chotjewitz, Heinrich Hannover, Matthias Küntzel, Guillaume Paoli, Antje Schrupp, Ilse Schwipper, Joachim Zelter, Erwin Leibfried und Detlef Opitz.
2009 realisierte Grüneklee in Zusammenarbeit mit der Klimaschutzagentur „Bremer Energiekonsens“ die Umsetzung des bundesweit ersten klimaneutralen Buchversandes und zugleich ersten klimaneutralen Betriebes in Bremen. In den Jahren 2012 und 2013 geriet das Unternehmen in eine wirtschaftliche Krise. Nachdem Rettungsversuche durch die Überführung in eine Genossenschaft mangels Resonanz scheiterten, reduzierte Grüneklee seine Vertriebstätigkeiten. Er firmierte danach unter dem Namen „Der Ziegelbrenner“.
In den Jahren 2013 bis 2015 nahm Grüneklee an einem Weiterbildungsprogramm des Zentrums für Arbeit und Politik der Universität Bremen teil und arbeitete in diesem Zusammenhang an einem einjährigen Forschungsprojekt zur Flüchtlingspolitik in Bremen mit. Seit 2015 ist er überwiegend im Sozial- und Flüchtlingsbereich tätig. Parallel dazu geht er publizistischen Tätigkeiten nach. Neben Buchveröffentlichungen und -herausgaben publizierte Grüneklee unter anderem Zeitschriftenbeiträge und Rezensionen in der Graswurzelrevolution und in Der Freitag sowie diverse Onlinetexte. Unter dem Namen „Anares“ firmiert nun lediglich noch Grüneklees Kleinverlag.
Als Antiquar arbeitete Grüneklee unter anderem die Bibliothek aus dem Nachlass des Bremer Historikers Manfred Hahn zum Frühsozialismus bzw. vormarxistischen Sozialismus auf, arbeitete an Buchkatalogen und Periodika wie dem „Anares Info“ mit und verfasste einen Katalog zum Leben und Werk des Fotografen Günter Zint (Bibliothek Günter Zint – Fotograf, Augenzeuge, Chronist, 2018).
Grüneklee war einige Jahre aktiv im Kulturforum Borgfeld. Er ist Mitglied der Erich-Mühsam-Gesellschaft, des Netzwerk Selbsthilfe und des von Horst Stowasser begründeten „AnArchivs“. Grüneklee unterstützte den Wiederaufbau eines Gedenksteins für Gustav Landauer auf dem Waldfriedhof München.

## Kritik
Die Zeitschrift Context XXI würdigte den von Grüneklee mitherausgegebenen Band "Freiheit gestreift – Texte gegen den Knast" 1995: "In einer Zeit, in der die Polizei fast ein Monopol an der Definition der Begriffe Sicherheit und Ordnung erhält und militärisch-polizeiliche Lösungsansätze kaum hinterfragt werden, gewinnt dieses Plädoyer für eine umfassende Anti-Repressions-Bewegung zunehmend an Wichtigkeit".
Insbesondere Grüneklees Publikationen über die Pandemiepolitik 2020–2022 riefen Kontroversen hervor. So bemängelte Maurice Schumann in Bezug auf das Buch „Corona – Gegenwart und Zukunft unter dem Virus“ (2021), zu dem Arnulf Rating ein Vorwort beisteuerte, dass die Maßnahmen zur Einschränkung der Pandemie mit Begriffen wie „autoritär“ belegt würden und einzelne Argumentationen wie über die „Mediale Monokultur“ in die Nähe vom Narrativ der „gleichgeschalteten Medien“ kämen. Dagegen betonte Rudolf van Hüllen im „Jahrbuch Extremismus & Demokratie“ zum Corona-Buch von Gerald Grüneklee, Clemens Heni und Peter Nowak (2020), es fehle den Autoren „wahrlich nicht an radikaler Kapitalismuskritik, aber zugleich werden die psychischen, sozialen und politischen Folgen der deutschen Corona-Maßnahmen offengelegt: in dieser linken Kritik hat relationierende Empirie ebenso ihren Platz wie manche Überlegung entlang verantwortungsethischer Kategorien. Die Autoren warnen vor der Gefahr eines perpetuierten autoritären Obrigkeitsregimes – übrigens auch unter Hinweis auf den von Ebermann ausdrücklich geschätzten Theodor W. Adorno“. Der erwähnte Thomas Ebermann bestritt die Aussagen des Autoren-Trios, dass Covid-19 keineswegs für alle Bevölkerungsgruppen gleichermaßen tödlich ist und bezeichnete das Buch kurzerhand als „völlig durchgeknallt“.
Bezüglich der grundsätzlich staatskritischen Haltung Grüneklees angesichts des Krieges in der Ukraine monierte Axel Klingenberg : „Und genau hier – bei der Staatlichkeit – irrt er sich. Marx und Engels wussten schon im 19. Jahrhundert, dass sich Sozialisten im Zweifelsfalle auf die Seite der bürgerlichen Demokraten (so unzulänglich deren Politik auch immer ist) schlagen müssen, damit sie die Freiheit haben, für ihre Freiheit zu kämpfen.“ Der Journalist Benjamin von Wyl unterstellte anlässlich eines Workshops von Grüneklee (der hier namentlich nicht erwähnt wurde) über antimilitaristische Positionen zum Krieg in der Ukraine, dass dessen – unterstellte – „Falschinformationen“ auf russische Propaganda zurückgingen. Grüneklee seinerseits wies dies in einem Artikel zurück.

## Publikationen (Auswahl)

### Als Autor
- Anares Nord (Hrsg.): Antifaschistische Literaturliste. Kommentierte Auswahlbibliographie 1993/94. Unrast Verlag, Münster 1993, ISBN 978-3-928300-17-9 (als Redaktion ist Anares Nord genannt, namentlich nicht genannter Verfasser ist Gerald Grüneklee).
- Anares Nord (Hrsg.): Antifaschistische Literaturliste. Kommentierte Auswahlbibliographie. Unrast Verlag, Münster 1995, ISBN 978-3-928300-38-4 (als Herausgeberschaft gekennzeichnet, namentlich nicht genannter Verfasser ist Gerald Grüneklee).
- mit Clemens Heni, Peter Nowak: Corona und die Demokratie – eine linke Kritik. Edition Critic, Berlin 2020, ISBN 978-3-946193-33-3.
- Corona – Gegenwart und Zukunft unter dem Virus. Packpapier Verlag/Anares, Osnabrück/Bremen 2021, ISBN 978-3-935716-79-6.
- Wider den Impfzwang. Packpapier Verlag/Anares, Osnabrück/Bremen 2021, ISBN 978-3-935716-81-9.
- mit Clemens Heni, Peter Nowak: Nie wieder Krieg ohne uns ...: Deutschland und die Ukraine. Edition Critic, Berlin 2022, ISBN 978-3-946193-38-8.
- Wie man den Faschismus fördert. Eine Anleitung in 15 Schritten. Packpapier Verlag/Anares, Osnabrück/Bremen 2024, ISBN 978-3-935716-85-7.
- Nur Lumpen werden überleben. Die Ukraine, der Krieg und die antimilitaristische Perspektive. Mandelbaum Verlag, Wien 2024, ISBN 978-3-99136-509-9.

### Als Herausgeber
- mit Gerhard Kern: Lernen in Freiheit. Wider die totale Institution, anti-pädagogische Thesen und Pamphlete! Unrast Verlag, Münster 1993, ISBN 978-3-928300-14-8.
- AG Spass Muss Sein (Pseud.): Spassguerrilla. Unrast Verlag, Münster 1994, ISBN 978-3-928300-19-3 (Mitherausgeberschaft des erweiterten, neu herausgegebenen Reprints)
- Anares Nord, Unrast (Hrsg.): Freiheit gestreift – Texte gegen den Knast ; Überwachen – Strafen – Widerstand. Unrast Verlag, Münster 1995, ISBN 978-3-928300-24-7.
- Winfried Reebs: Die Suche nach dem richtigen Vernichtungsbau – Geschichte der Knastarchitektur. Trotzdem Verlag, Grafenau 1996, ISBN 978-3-922209-14-0 (Vorwort zu dieser 3. Auflage).
- Paul Lafargue: Das Recht auf Faulheit – Widerlegung des „Rechts auf Arbeit“ von 1848. Trotzdem Verlag, Grafenau 1998, ISBN 978-3-931786-03-8.
- Johann Most: Kapital und Arbeit – ein populärer Auszug aus „Das Kapital“ von Karl Marx. Packpapier Verlag/Anares, Osnabrück/Bremen 2021, ISBN 978-3-935716-80-2.
- Isaak Steinberg: Gewalt und Terror in der Revolution: Das Schicksal der Erniedrigten und Beleidigten in der russischen Revolution. Anares, Bremen 2024, ISBN 978-3-935716-83-3.
- Edo Fimmen: Krieg dem Kriege - Die Aufgabe der organisierten Arbeiter in der Bewegung für den Weltfrieden. Rede von Edo Fimmen auf dem Internationalen Kongress für den Weltfrieden in Haag vom 10. – 15. Dezember 1922, Anares, Bremen 2025, ISBN 978-3-935716-87-1.